# Polbar (rasa kury)

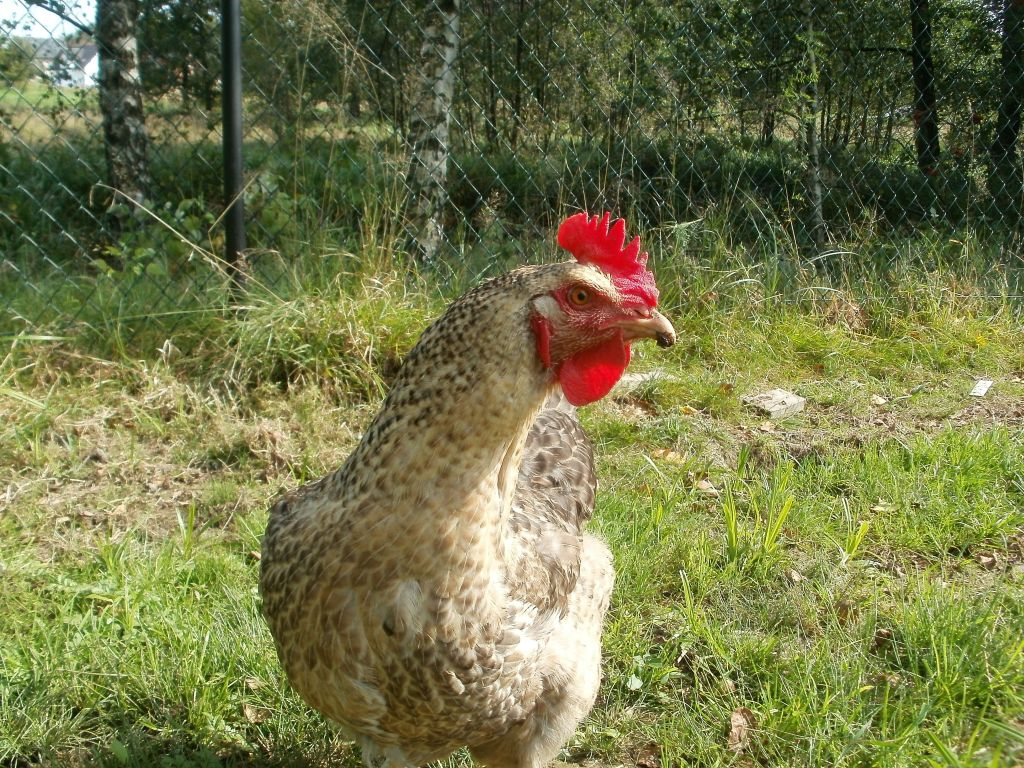
Polbar

Polbar – rasa kur ogólnoużytkowych wyhodowana w wyniku krzyżowania wyodrębnionej w końcu XIX w. rasy zielononóżek kuropatwianych z kogutem plymouth rock jastrzębiatym. Hodowlę rozpoczęto w 1946 roku, a po pierwszych krzyżowaniach w 1951 roku dodano jeszcze dolew krwi kur rasy sussex. Rasę wytworzyła prof. Laura Kaufman.
Nieśność roczna kur: 160–180 jaj o masie jaja 54–58 g i kremowej skorupie.
Masa ciała kogutów w wieku 20 tygodni wynosi 2,0–2,5 kg, a kur – 1,6–1,8 kg.
Pisklęta w zależności od płci mają różną barwę puchu (kury autoseksingowe). Koguty są jasne (czasami z szarym nalotem), kury mają wyraźny rysunek upierzenia kuropatwianego.
Prace nad tą kurą prowadzone są nadal na Uniwersytecie Przyrodniczym w Lublinie.